# Pan-Amerikaanse kampioenschappen schermen 2008
De Pan-Amerikaanse kampioenschappen schermen 2008 waren de derde editie van het sportevenement. Het kampioenschap vond plaats in het Mexicaanse Querétaro van 8 tot en met 12 juli 2008. 

## Medailles

### Mannen
| Onderdeel   | Goud                      | Goud                                                                   | Zilver                    | Zilver                                                                           | Brons                                       | Brons                                                          |
| ----------- | ------------------------- | ---------------------------------------------------------------------- | ------------------------- | -------------------------------------------------------------------------------- | ------------------------------------------- | -------------------------------------------------------------- |
| Degen       | Vlag van Verenigde Staten | Weston Kelsey                                                          | Vlag van Venezuela        | Rubén Limardo                                                                    | Vlag van Verenigde Staten · Vlag van Canada | Cody Mattern Igor Tikhomirov                                   |
| Floret      | Vlag van Verenigde Staten | Kurt Getz                                                              | Vlag van Verenigde Staten | Gerek Meinhardt                                                                  | Vlag van Argentinië · Vlag van Canada       | Guillermo Saucedo Marek Wojcik                                 |
| Sabel       | Vlag van Verenigde Staten | Keeth Smart                                                            | Vlag van Verenigde Staten | Timothy Morehouse                                                                | Vlag van Canada · Vlag van Verenigde Staten | Philippe Baudry James Williams                                 |
| Degen team  | Vlag van Canada           | Tigran Bajgoric Hugues Boisvert-Simard Igor Gantsevich Igor Tikhomirov | Vlag van Venezuela        | Silvio Fernández Francisco Limardo Rubén Limardo Wolfgang Mejías                 | Vlag van Verenigde Staten                   | Eric Hansen Seth Kelsey Cody Mattern Jonathan Yergler          |
| Floret team | Vlag van Verenigde Staten | Miles Chamley-Watson Kurt Getz Andras Horanyi Gerek Meinhardt          | Vlag van Canada           | Julien Gaudreau-Pollender Etienne Lalonde Turbide Nicolas Teisseire Marek Wojcik | Vlag van Venezuela                          | Gabriel González Antonio Leal Clemente Piñero Carlos Rodriguez |
| Sabel team  | Vlag van Verenigde Staten | Timothy Morehouse Jason Rogers Keeth Smart James Williams              | Vlag van Canada           | Philippe Beaudry Vincent Couturier Kyle Girard Nicolas Mayer                     | Vlag van Venezuela                          | Carlos Bravo Hernán Jansen Luis Leal Jose Sequera              |

### Vrouwen
| Onderdeel   | Goud                      | Goud                                                      | Zilver                    | Zilver                                                               | Brons                                                 | Brons                                                                 |
| ----------- | ------------------------- | --------------------------------------------------------- | ------------------------- | -------------------------------------------------------------------- | ----------------------------------------------------- | --------------------------------------------------------------------- |
| Degen       | Vlag van Canada           | Sherraine Schalm                                          | Vlag van Panama           | Jesica Jiménez Luna                                                  | Vlag van Verenigde Staten · Vlag van Verenigde Staten | Kelley Hurley Lindsay Campbell                                        |
| Floret      | Vlag van Verenigde Staten | Emily Cross                                               | Vlag van Venezuela        | Mariana González                                                     | Vlag van Verenigde Staten · Vlag van Canada           | Doris Willette Annie-Claude Therrien                                  |
| Sabel       | Vlag van Verenigde Staten | Rebecca Ward                                              | Vlag van Verenigde Staten | Sada Jacobson                                                        | Vlag van Venezuela · Vlag van Verenigde Staten        | Alejandra Benítez Mariel Zagunis                                      |
| Degen team  | Vlag van Venezuela        | Endrina Álvarez Lizzie Asis Eliana Lugo Maria Martinez    | Vlag van Canada           | Leslie-Ann Gervais Gabrielle Lavoie Sherraine Schalm Ainsley Switzer | Vlag van Mexico                                       | Andrea Ezeta Anayensi Gamboa Yolitzin Martínez Andrea Millan          |
| Floret team | Vlag van Verenigde Staten | Emily Cross Erinn Smart Hanna Thompson Doris Willette     | Vlag van Canada           | Elise Daoust Monica Peterson Kelleigh Ryan Annie-Claude Therrien     | Vlag van Mexico                                       | Adriana Camacho Marissa Fernández Alely Hernández                     |
| Sabel team  | Vlag van Verenigde Staten | Sada Jacobson Rebecca Ward Dagmara Wozniak Mariel Zagunis | Vlag van Venezuela        | Alejandra Benítez Patricia Contreras Grisel Daly Yenny Nieves        | Vlag van Canada                                       | Julie Cloutier Olga Ovtchinnikova Wendy Saschenbrecker Sandra Sassine |

## Medaillespiegel
| Plaats | Land             | NOC    | Goud | Zilver | Brons | Totaal |
| ------ | ---------------- | ------ | ---- | ------ | ----- | ------ |
| 1      | Verenigde Staten | USA    | 9    | 3      | 7     | 19     |
| 2      | Canada           | CAN    | 2    | 4      | 5     | 11     |
| 3      | Venezuela        | VEN    | 1    | 4      | 3     | 8      |
| 4      | Panama           | PAN    | 0    | 1      | 0     | 1      |
| 5      | Mexico           | MEX    | 0    | 0      | 2     | 2      |
| 6      | Argentinië       | ARG    | 0    | 0      | 1     | 1      |
| Totaal | Totaal           | Totaal | 12   | 12     | 18    | 42     |